# The Office

Thẻ tiêu đề của phiên bản gốc của Anh (trên) và phiên bản của Mỹ (dưới)

The Office là một loạt phim truyền hình hài kịch tình huống theo dạng phim tài liệu châm biến do Ricky Gervais và Stephen Merchant tạo ra, lần đầu tiên được sản xuất tại Vương quốc Anh, sau đó là Đức và rồi là Hoa Kỳ. Kể từ đó, loạt phim đã được chuyển thể ở chín quốc gia khác.
Gervais cũng đã đóng vai là ông chủ công ty và nhân vật chính của loạt phim trong loạt phim gốc của The Office. Hai mùa của loạt phim được phát sóng trên BBC Two vào năm 2001 và 2002 với tổng cộng 12 tập, hai tập đặc biệt vào năm 2003, và một đoạn phim ngắn hơn mười năm sau đó. Một phiên bản tiếng Đức có tựa đề Stromberg kéo dài 5 mùa với tổng cộng là 46 tập bắt đầu từ năm 2004, và bộ phim nối tiếp Stromberg - Der Film được phát hành tại các rạp chiếu phim Đức vào năm 2014.
Phiên bản dài nhất của loạt phim là phiên bản chín mùa của Mỹ được chiếu trên kênh truyền hình NBC từ năm 2005 đến năm 2013 với tổng cộng 201 tập. Tổng lượng người xem trên toàn thế giới lên đến hàng trăm triệu. Theo Nielsen Ratings tính, đến tháng 4 năm 2019, phiên bản The Office của Mỹ là chương trình được phát trực tuyến số 1 trên Netflix tại Hoa Kỳ. Các tập dài hơn của bản chuyển thể Mỹ đã được thêm vào nền tảng phát trực tuyến Peacock, và các phần cảnh quay hỏng và phần bổ sung cũng được thêm. Phiên bản của Mỹ có vô số câu cửa miệng, ví dụ như "That's what she said!".

## Các phiên bản quốc tế
| Quốc gia       | Tiêu đề       | Mạng lưới truyền hình                                  | Thời gian lên sóng                   |
| -------------- | ------------- | ------------------------------------------------------ | ------------------------------------ |
| Canada         | La Job        | - Bell Satellite TV - Ici Radio-Canada Télé - Ici ARTV | 9 tháng 10, 2006 – 1 tháng 1, 2007   |
| Chile          | La ofis       | Canal 13                                               | 6 tháng 8, 2008 – 22 tháng 11, 2008  |
| Czech Republic | Kancl         | ČT1                                                    | 1 tháng 12, 2014 – 17 tháng 12, 2014 |
| Finland        | Konttori      | Nelonen                                                | 3 tháng 3, 2017 – 15 tháng 2, 2019   |
| France         | Le Bureau     | Canal+                                                 | 25 tháng 5, 2006 – 30 tháng 6, 2006  |
| Germany        | Stromberg     | ProSieben                                              | 11 tháng 10, 2004 – 31 tháng 1, 2012 |
| India          | The Office    | Hotstar                                                | 28 tháng 6, 2019 – 15 tháng 9, 2019  |
| Israel         | HaMisrad      | yes Comedy                                             | 10 tháng 8, 2010 – 3 tháng 10, 2013  |
| Poland         | The Office PL | Canal+                                                 | 22 tháng 10, 2021 – nay              |
| Sweden         | Kontoret      | TV4                                                    | 12 tháng 2, 2012 – 17 tháng 3, 2013  |
| United Kingdom | The Office    | BBC Two                                                | 9 tháng 7, 2001 – 27 tháng 12, 2003  |
| United States  | The Office    | NBC                                                    | 24 tháng 3, 2005 – 16 tháng 5, 2013  |
| South Africa   | Werk          | Không xác định                                         | 24 tháng 1, 2016                     |

## Các nhân vật tương đương
- Lưu ý rằng phiên bản chuyển thể tiếng Đức khác với phiên bản gốc hơn là với hầu hết các phiên bản khác. Các nhân vật tương đương được dựa theo vai trò của họ trong loạt phim. Họ thường có các mô tả công việc khác nhau và trong một số trường hợp, thậm chí không làm việc cho công ty đó. Điều này chủ yếu là do, không giống như các phiên bản khác, Stromberg không phải là bản chuyển thể chính thức của loạt phim gốc mà chỉ đơn thuần là lấy cảm hứng từ nó.
- Phiên bản tiếng Nga của loạt phim dành cho Kênh 1 có dự kiến 24 tập được công bố vào năm 2008, nhưng chưa bao giờ được sản xuất.[3]

|                                         | Tiếng Anh | Tiếng Anh | Tiếng Đức | Tiếng Pháp                            | Tiếng Pháp                                 | Tiếng Tây Ban Nha                                                          | Tiếng Do Thái                                                                      | Tiếng Thụy Điển | Tiếng Séc                                       | Tiếng Phần Lan                          | Tiếng Hindi                                                                                             | Tiếng Ba Lan |
| Vương quốc Liên hiệp Anh và Bắc Ireland | Hoa Kỳ | Đức | Pháp | Canada                                | Chile                                      | Israel                                                                     | Thụy Điển                                                                          | Cộng hòa Séc | Phần Lan                                        | Ấn Độ                                   | Ba Lan                                                                                                  | |
| --------------------------------------- | --- | --- | --- | ------------------------------------- | ------------------------------------------ | -------------------------------------------------------------------------- | ---------------------------------------------------------------------------------- | --- | ----------------------------------------------- | --------------------------------------- | --- | --- |
| Tên                                     | The Office | The Office | Stromberg | Le Bureau ("The Office")              | La Job ("The Job")                         | La ofis ("The Office")                                                     | HaMisrad (המשרד, "The Office")                                                     | Kontoret ("The Office") | Kancl ("The Office")                            | Konttori ("The Office")                 | The Office                                                                                              | The Office PL |
| Công ty                                 | Wernham Hogg | Dunder Mifflin | Capitol-Versicherung AG | Cogirep                               | Les Papiers Jennings                       | Papeles Lozano                                                             | פייפר אופיס (Piper Office)                                                         | Svensk kontorshygien AB | Papír a print                                   | Leskisen paperi                         | Wilkins Chawla                                                                                          | Kropliczanka |
| Kinh doanh                              | Giấy | Giấy và đồ dùng văn phòng | Bảo hiểm | Giấy                                  | Giấy                                       | Giấy                                                                       | Đồ dùng văn phòng                                                                  | Vệ sinh văn phòng | Giấy                                            | Giấy                                    | Giấy | Nước khoáng |
| Địa điểm                                | Slough | Scranton | Cologne | Villepinte                            | Côte-de-Liesse                             | Santiago Centro                                                            | Yehud                                                                              | Upplands-Väsby | Brno                                            | Riihimäki                               | Faridabad                                                                                               | Siedlce |
| Quản lý khu vực                         | David Brent (Ricky Gervais) | Michael Scott(Steve Carell)Andy Bernard (Ed Helms) | Bernd Stromberg (Christoph Maria Herbst) | Gilles Triquet (François Berléand)    | David Gervais (Antoine Vézina)             | Manuel Cerda (Luis Gnecco)                                                 | Avi Meshulam (Dvir Benedek)                                                        | Ove Sundberg (Henrik Dorsin) | Marek Chvála (Václav Kopta)                     | Pentti Markkanen (Sami Hedberg)         | Jagdeep Chadda (Mukul Chadda)                                                                           | Michał Holc (Piotr Polak) chủ tịch Patrycja (Vanessa Aleksander) phó chủ tịch                                    |
| Đại diện bán hàng cấp cao               | Tim Canterbury (Martin Freeman) | Jim Halpert (John Krasinski) | Ulf Steinke(Oliver Wnuk) | Paul Delorme (Jérémie Elkaïm)         | Louis Tremblay (Sébastien Huberdeau)       | Diego Ramírez (Pablo Cazals)                                               | Yossi (Eldad Fribas)                                                               | Erik Lundkvist (Kim Sulocki) | Tomáš Trojan (Michal Dalecký)                   | Timo (Pyry Äikää)                       | Amit Sharma (Sayandeep Sengupta)                                                                        | Franek (Mikołaj Matczak) chuyên gia tiếp thị mới                                                                 |
| Trợ lý (cho) Giám đốc khu vực           | Gareth Keenan (Mackenzie Crook) | Dwight Schrute (Rainn Wilson) | Berthold "Ernie" Heisterkamp (Bjarne Mädel) | Joel Liotard (Benoît Carré)           | Sam Bisaillon(Paul Ahmarani)               | Cristián Müller(Mauricio Dell)                                             | Yariv Shauli (Maayan Blum)                                                         | Viking Ytterman (Björn Gustafsson) | Jáchym Kořen (Radim Novák)                      | Jaakko (Antti Heikkinen)                | T.P. Mishra (Gopal Datt)                                                                                | Darek (Adam Woronowicz) trưởng bộ phận hậu cần                                                                   |
| Nhân viên lễ tân                        | Dawn Tinsley (Lucy Davis) | Pam Beesly (Jenna Fischer) Erin Hannon (Ellie Kemper) | Tanja Seifert (Diana Staehly) | Laetitia Kadiri (Anne-Laure Balbir)   | Anne Viens(Sophie Cadieux)                 | Rocío Poblete(Nathalia Aragonese)                                          | Dana (Mali Levi)                                                                   | Therese Johansson (Sissela Benn) | Anna Kručinská (Sara Venclovská)                | Anna (Linda Wiklund)                    | Pammi (Samridhi Dewan)                                                                                  | Asia (Kornelia Strzelecka)                                                                                       |
| Nhân viên tạm thời                      | Ricky Howard (Oliver Chris) | Ryan Howard(B. J. Novak) | Jonas Fischer (Max Mauff) | Felix Pradier (Xavier Robic)          | –                                          | Felipe Tomic (César Sepúlveda)                                             | Regev Steiner (Amir Wolf)                                                          | – | Ota Kačer (Jiří Hájek)                          | "OP" (K. Puura)                         | Sapan Gill (Abhinav Sharma)                                                                             | – |
| Giám sát công ty                        | Jennifer Taylor‑Clarke (Stirling Gallacher) | Jan Levinson(Melora Hardin) Gabe Lewis (Zach Woods) | Tatjana Berkel (Tatjana Alexander) | Juliette Lebrac (Astrid Bas)          | Emmanuelle Sirois-Keaton (Nathalie Coupal) | Jimena Ibarra (Liliana García)                                             | Yelena (Helena Yaralova)                                                           | Idun Falkenberg (Lisa Linnertorp) | Lenka Falešníková-Vondráčková (Pavla Vitázková) | Katariina (Vera Kiiskinen)              | Riya Pahwa (Gauahar Khan)                                                                               | – |
| Kế toán                                 | Sheila (Jane Lucas) | Angela Martin (Angela Kinsey) | – | Daniel Gabarda (Frédéric Merlo)       | –                                          | Yanni (Jimena Nuñez) Teresita (Luz María Yacometti)                        | Karol (Roberto Pollak) Ababa "Avi" Sharon (Yossi Vassa)                            | Lennart Forsström (Rikard Ulvshammar) Anna Norén (Anna Åström) Margareta Wivallius (Ingbritt Hjälm)                                          | Petra (Barbora Sousa)                           | Maarit (Lotta Lindroos)                 | Anjali (Priyanka Setia)                                                                                 | Sebastian (Jan Sobolewski)                                                                                       |
| Kế toán                                 | Oliver (Howard Saddler) | Oscar Martinez (Oscar Nunez) | – | Daniel Gabarda (Frédéric Merlo)       | –                                          | Yanni (Jimena Nuñez) Teresita (Luz María Yacometti)                        | Karol (Roberto Pollak) Ababa "Avi" Sharon (Yossi Vassa)                            | Lennart Forsström (Rikard Ulvshammar) Anna Norén (Anna Åström) Margareta Wivallius (Ingbritt Hjälm)                                          | Viktor (Tomáš Sýkora)                           | Farzin (Mazdak Nassir)                  | Rinchin (Chien Ho Liao)                                                                                 | Sebastian (Jan Sobolewski)                                                                                       |
| Kế toán                                 | Keith Bishop (Ewen MacIntosh) | Kevin Malone(Brian Baumgartner) | – | Daniel Gabarda (Frédéric Merlo)       | –                                          | César (Alfredo Portuondo)                                                  | Karol (Roberto Pollak) Ababa "Avi" Sharon (Yossi Vassa)                            | Lennart Forsström (Rikard Ulvshammar) Anna Norén (Anna Åström) Margareta Wivallius (Ingbritt Hjälm)                                          |                                                 | Teppo (Jan Nyquist)                     | Kutti (Gavin Methalaka)                                                                                 | Sebastian (Jan Sobolewski)                                                                                       |
| Kế toán                                 | Chris Finch (Ralph Ineson) | Todd Packer (David Koechner) | Theo Hölter (Andreas Schmidt) | Didier Leguelec (Jean-Pierre Loustau) | Rocky Larocque (Yves Amyot)                | Carlitos García (Sergio Piña)                                              | Shimi Guetta (Shai Avivi)                                                          | "Boozen" (Kristoffer Appelquist) | Jiří Nebeský (Rastislav Gajdoš)                 | –                                       | Prem Chopra (Ranvir Shorey)                                                                             | – |
| Chồng sắp cưới của lễ tân               | Lee (Joel Beckett) | Roy Anderson (David Denman) | Roland (bên ngoài máy ảnh) | Ludovic Correia (Julien Favart)       | Luc (Martin Tremblay)                      | Marco                                                                      | Lavi(Alon Hamawi)                                                                  | Kenneth Gustavsson (Peter Jansson) | Libor (Dušan Vitázek)                           | Ripa (Leo Honkonen)                     | Parmeet (Kunal Pant)                                                                                    | – |
| Bạn gái của Đại diện bán hàng cấp cao   | Rachel (Stacey Roca) | Katy Moore (Amy Adams) Karen Filippelli (Rashida Jones) | Tanja Seifert (xem bên trên) | –                                     | Julie (Évelyne Rompré)                     | Catalina (María José Urúza)                                                | Shiri (Noa Wollman)                                                                | – |                                                 | –                                       | Loveleen (Anandita Pagnis)                                                                              | – |
| Đồng nghiệp văn phòng khác              | Jamie (Jamie Deeks) Ben (Ben Bradshaw) Emma (Emma Manton) Donna (Sally Bretton) Joan (Yvonne D’Alpra) Malcolm (Robin Hooper) Brenda (Julie Fernandez) Trudy (Rachel Isaac) | Stanley Hudson (Leslie David Baker) Phyllis Lapin-Vance (Phyllis Smith) Kelly Kapoor(Mindy Kaling) Toby Flenderson (Paul Lieberstein) Meredith Palmer (Kate Flannery) Creed Bratton (Creed Bratton) | Erika Burstedt (Martina Eitner-Acheampong) Jennifer Schirrmann (Milena Dreißig) Lars Lehnhoff (Laurens Walter) Nicole Rückert (Angelika Richter) Hans Schmelzer (Ralf Husmann) Sabine Buhrer (Maja Beckmann) | –                                     | –                                          | Trini (Karla Matta) Jesús (Marcelo Valdivieso) Benito Rojas Dante Espinoza | Yevgeni (Dima Ross) Leah (Ayelet Robinson) Riki (Hilla Sarjon) Abed (Jamil Khoury) | Britt-Marie Lind (Veronica Dahlström) Massoud Ghorbani (Hassan Brijany) Robin T. Larsson (David Druid) Örjan Almqvist (Christoffer Olofsson) |                                                 | Aune (Paula Siimes) Leyla (Ushma Olava) | Saleem (Sunil Jetly) Sarla Bansal (Preeti Kochar) Madhukar (Mayur Bansiwal) Kitty Kataria (Mallika Dua) | Bożena (Milena Lisiecka) Gośka (Monika Obara) Agnieszka (Monika Kulczyk) Levan (Marcin Pempuś) Łuki (Adam Bobik) |
| Quản đốc kho hàng                       | Glynn "Taffy"(David Schaal) | Darryl Philbin(Craig Robinson) | – | –                                     | –                                          | –                                                                          | Sami(Yaniv Suissa)                                                                 | Kenneth Gustavsson(Peter Jansson) | Roman (Martin Tlapák)                           | –                                       | Rajinder (Manpreet Singh)                                                                               | – |

Ghi chú
1. 1 2  Từ giữa Mùa 6 đến cuối Mùa 8, Dunder Mifflin là công ty con của Sabre - một công ty máy in. Trong thời gian này, Dunder Mifflin cũng bán máy in Sabre và những đồ vật dùng để in.

## Giải thưởng và danh hiệu
Danh sách chỉ bao gồm các giải thưởng lớn đã giành được
- Phiên bản Anh: Giải Quả cầu vàng năm 2005 cho Phim truyền hình hay nhất - Ca nhạc hoặc hài kịch và Màn trình diễn xuất sắc nhất của một diễn viên trong phim truyền hình - Ca nhạc hoặc hài kịch (Ricky Gervais); Giải thưởng truyền hình của Viện hàn lâm Anh quốc năm 2001, 2002 và 2003 cho Hài kịch tình huống và biểu diễn hài kịch hay nhất (Ricky Gervais)[4][5][6]
- Phiên bản Mỹ: Giải Quả cầu vàng năm 2006 cho Màn trình diễn xuất sắc nhất của một diễn viên trong phim truyền hình dài tập - Nhạc kịch hoặc hài kịch (Steve Carell); Giải Emmy năm 2006 cho Sê-ri hài kịch xuất sắc; Giải thưởng của Nghiệp đoàn Diễn viên Màn ảnh năm 2007 cho Màn trình diễn xuất sắc của một quần thể trong một loạt phim hài; Giải Emmy năm 2007 cho Biên kịch xuất sắc cho loạt phim hài (Greg Daniels); Giải Primetime Emmy năm 2009 cho Đạo diễn xuất sắc cho loạt phim hài (Jeffrey Blitz). Để biết các giải thưởng và danh hiệu khác, hãy xem Danh sách các giải thưởng và đề cử của The Office (phim truyền hình Mỹ)
- Phiên bản Đức: Giải thưởng Grimme năm 2006 cho Hư cấu / Giải trí - Series / Miniseries; Giải Deutscher Fernsehpreis năm 2007 cho Sitcom hay nhất và sách hay nhất; Giải Deutscher Comedypreis năm 2006, 2007, 2010 và 2012 cho Nam diễn viên chính xuất sắc nhất trong loạt phim hài (Christoph Maria Herbst)